# La Ferté-Saint-Aubin
 La Ferté-Saint-Aubin ist eine französische Stadt mit 7317 Einwohnern (Stand 1. Januar 2022) im Département Loiret in der Region Centre-Val de Loire. Sie gehört zum Arrondissement Orléans und zum Kanton La Ferté-Saint-Aubin.

## Geografie
La Ferté-Saint-Aubin besteht aus den beiden Orten La Ferté und Saint-Aubin, beide zusammen bilden eine Unité urbaine, da sie zusammengewachsen sind. Gleichzeitig ist La Ferté-Aubin die flächenmäßig größte Gemeinde im Département Loiret. Die Gemeinde trug in der Vergangenheit immer wieder den Namen der Besitzer des Schlosses, also La Ferté-Nabert, La Ferté-St-Nectaire, La Ferté-Senneterre oder La Ferté-Lowendal. Während der Revolution hieß sie La Ferté-Cosson nach dem Cosson, an dem der Ort liegt.
Nachbargemeinden von La Ferté-Saint-Aubin sind Ardon im Nordwesten, Saint-Cyr-en-Val im Norden, Marcilly-en-Villette im Nordosten, Ménestreau-en-Villette im Osten, Vouzon im Südosten, Chaumont-sur-Tharonne im Süden, Yvoy-le-Marron im Südwesten sowie, Jouy-le-Potier und Ligny-le-Ribault im Westen.

## Bevölkerungsentwicklung
| Jahr      | 1962 | 1968 | 1975 | 1982 | 1990 | 1999 | 2008 | 2018 |
| Einwohner | 4400 | 4307 | 4284 | 5498 | 6414 | 6781 | 7082 | 7437 |

## Verkehr
La Ferté-Saint-Aubin hat einen Bahnhof an der Bahnstrecke Les Aubrais-Orléans–Montauban-Ville-Bourbon und wird im Regionalverkehr mit TER-Zügen bedient.

## Sehenswürdigkeiten
- Schloss La Ferté-Saint-Aubin (16. Jahrhundert, Monument historique)
- Privatschlösser, die alle aus dem 19. Jahrhundert stammen und zumeist als Jagdschlösser dienten: la Papinière, Montesault, les Fontaines, Chaselle, Bellefontaine, Villaine, le Ruth, les Muids, la Luzière, les Landes, la Grisonnière, la Goronnière, Chevau, Chartraine, la Bohardière, la Beuvronne, les Aulnettes und les Aisses.
- Fachwerkhäuser im Ortszentrum (Rue Saint-Michel)
- Kirche Saint-Michel mit einem Chor aus dem 11. oder 12. Jahrhundert, Monument historique
- Kirche Saint-Aubin mit einem Glockenturm aus dem 15. Jahrhundert (teilweise Monument historique)

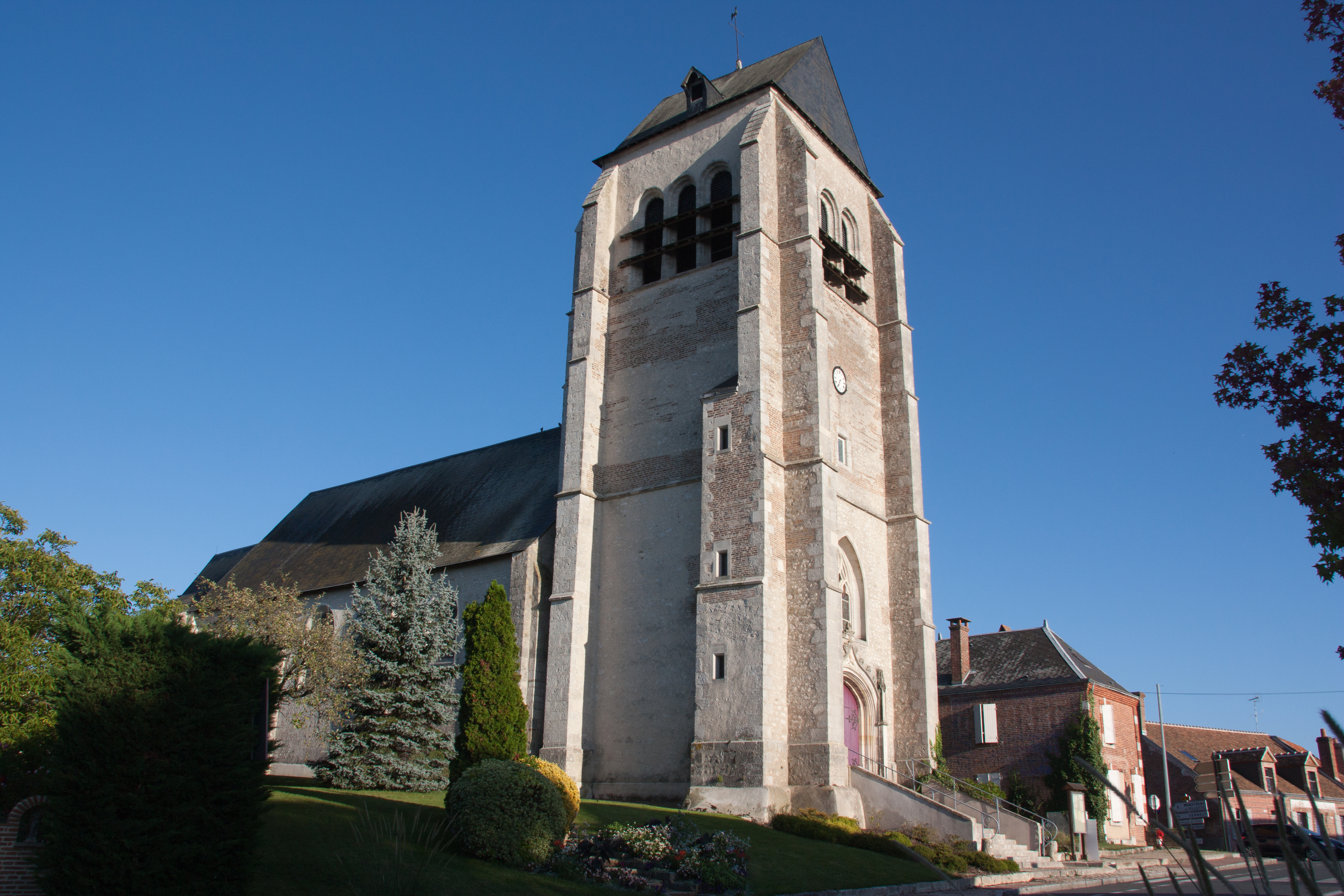
Kirche Saint-Aubin
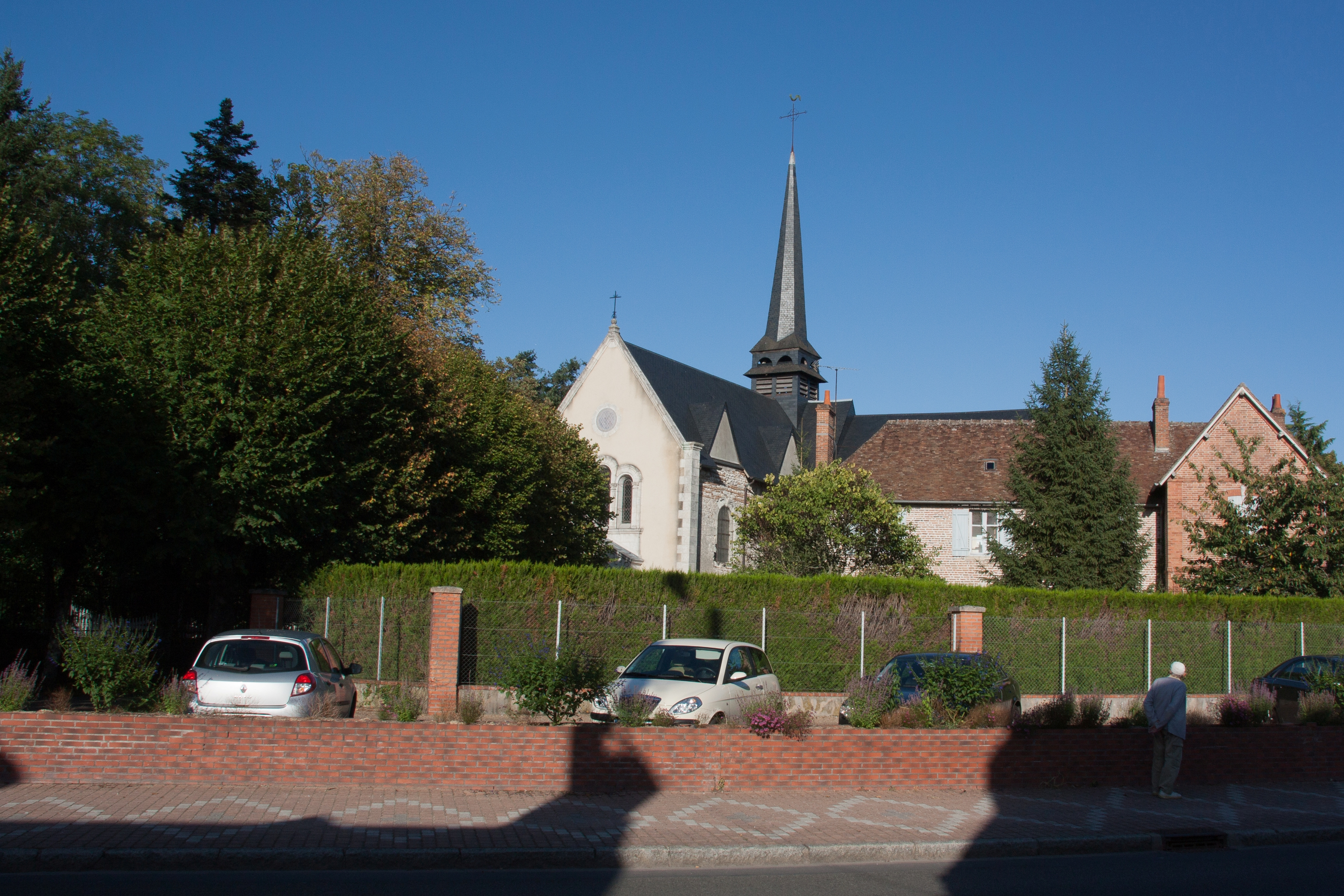
Kirche Saint-Miche
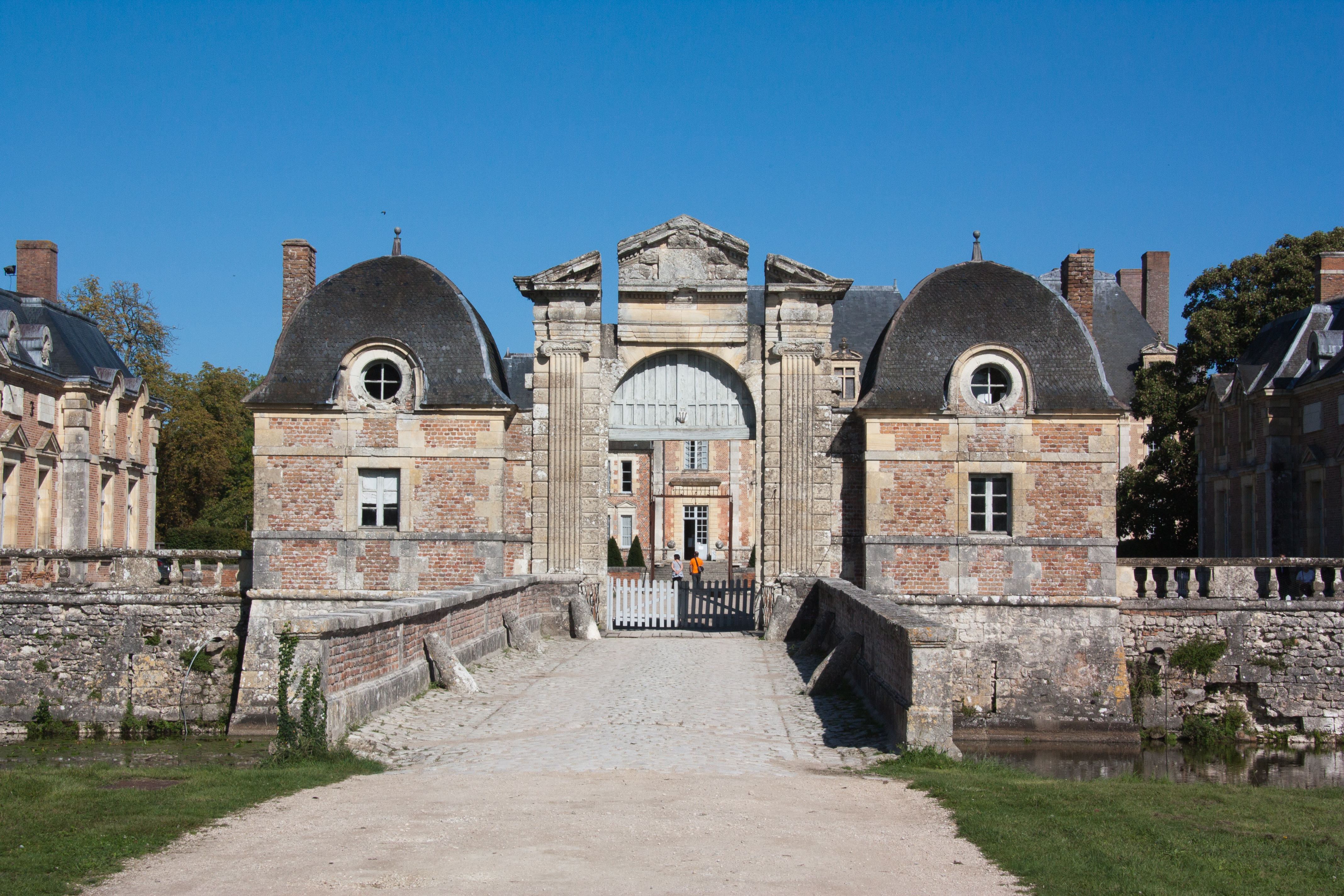
Schloss La Ferté-Saint-Aubin

## Städtepartnerschaften
- Rhede (Westfalen)
- Saint-Augustin-de-Desmaures (Kanada)
- Santa Vittoria in Matenano (Italien)
- Trois-Rivières (Guadeloupe)